# Villa Max Adolf
Koordinaten: 53° 9′ 9,5″ N, 11° 2′ 38,5″ O
Die ehemalige Villa Max Adolf, heute Villa Weinberg, ist ein im Bäderstil errichtetes Fachwerkgebäude in Hitzacker, Weinbergsweg 15.
Die Villa gehört zusammen mit Haus Sanssouci, ehemals Villa Julius, zu den zwei noch verbliebenen Gebäuden der ehemaligen Kuranstalt Weinberg.

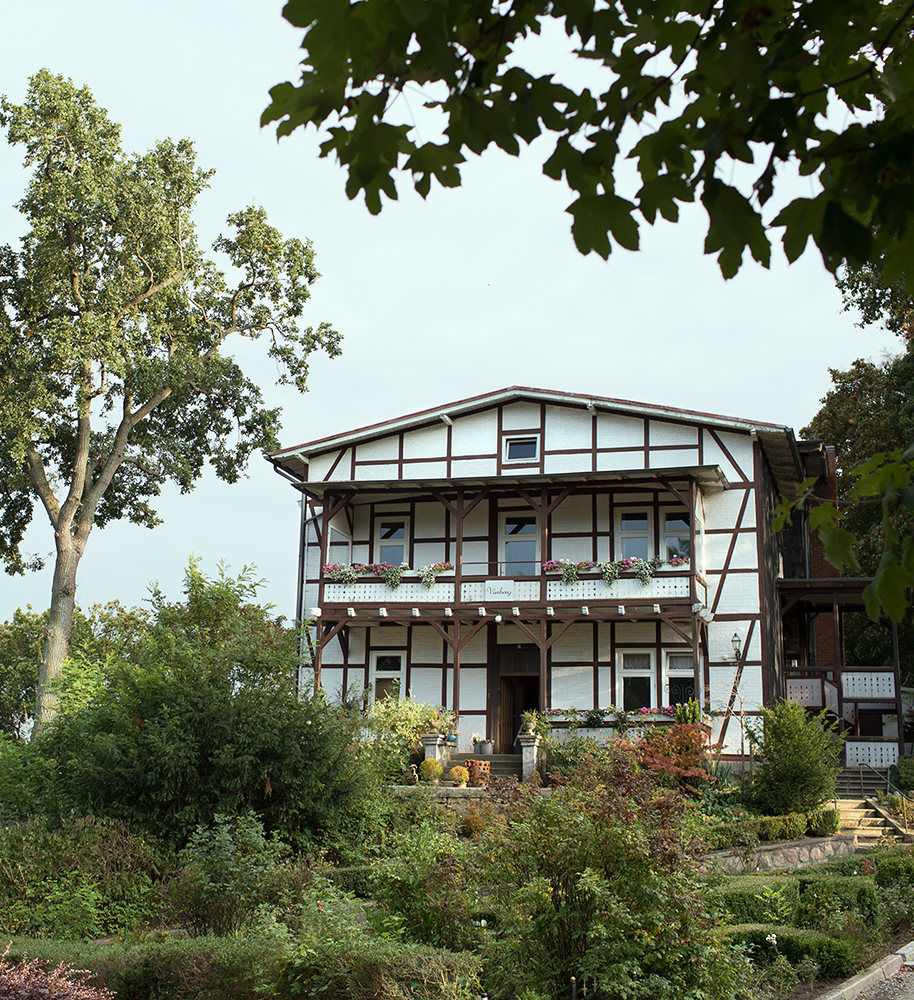
Villa Weinberg in Hitzacker

## Lage
Die Villa Max Adolf liegt am Elbhang neben dem Weinberg an der ehemaligen Kurpromenade (Weinbergsweg).

## Geschichte
Die Villa Max Adolf wurde 1887 von dem Großkaufmann Konsul Ahrens aus Hamburg erbaut. Das Gebäude war Teil einer umfangreichen Kuranlage, zu der ein Kurhotel, verschiedene Gästehäuser, ein Kurpark und ein Theater auf dem Weinberg gehörten. Im Jahre 1932 wurde die Villa von Familie Deike erworben. Im Zeitraum von 1942 bis 1951 wurde die Villa vom Kreiskrankenhaus Dannenberg angemietet und als Entbindungsheim genutzt. Anschließend wurde sie bis zum Jahre 2003 als Pension Deike geführt.

## Denkmalschutz
Das Gebäude steht als Einzeldenkmal unter Denkmalschutz.